# ヴャトカ川

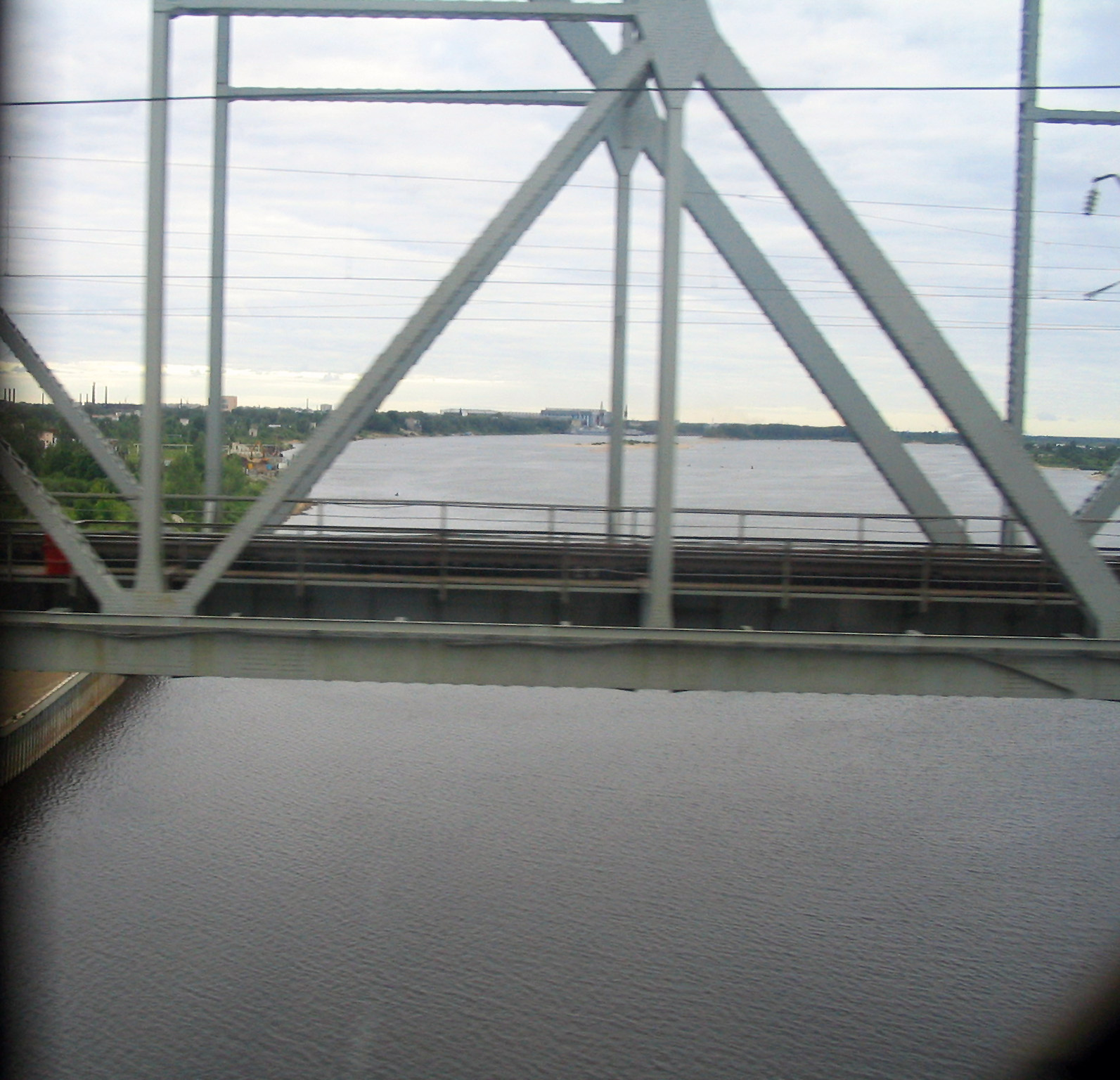
シベリア鉄道の鉄橋から見たヴャトカ川

ヴャトカ川（ヴャトカがわ、ビャトカ川、Vyatka、ロシア語: река́ Вя́тка、ウドムルト語: Ватка́、タタール語: Нократ、マリ語: Виче）は、ロシア・ウドムルト共和国、キーロフ州およびタタールスタン共和国を流れる川である。カマ川の右支流で、ウドムルト共和国北部に発する。ヴォルガ川を通してカスピ海へと注ぐ。長さは1,314km、流域面積は12万9,000km2。
11月初旬に凍り、4月半ばまでは凍結したままとなる。主な支流は、コブラ川（Kobra）、レトカ川（Letka）、ヴェリカヤ川（Velikaya）、モロマ川（Moloma）、ピズマ川（Pizhma）、チェプチャ川（Cheptsa）、ビストリチャ川（Bystritsa）、ヴォヤ川（Voya）、キルメズ川（Kilmez）などがある。
魚類が豊富で漁業も盛んでありブリーム、ローチ、テンチ、ナマズ、ノーザンパイク、ヨーロピアンパーチ、パイクパーチ、カマス、鯉、カワスズキなどが釣れる。川はカマ川の合流点から沿岸の主要都市キーロフまでの700kmは航行可能。河港は、キーロフのほかにはコテリニチ、ソヴェツク、ヴャツキエ・ポリャニーなどがある。

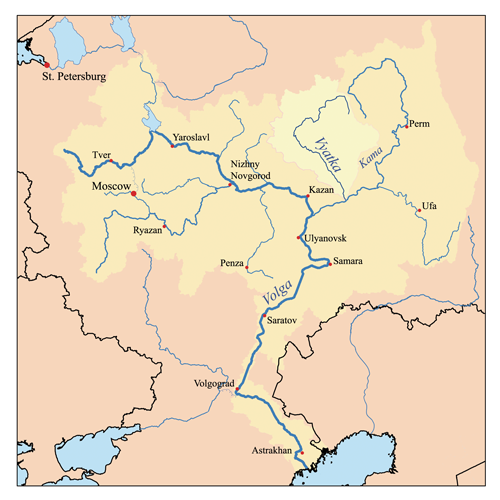
ヴャトカ川流域